# Kyle Snyder

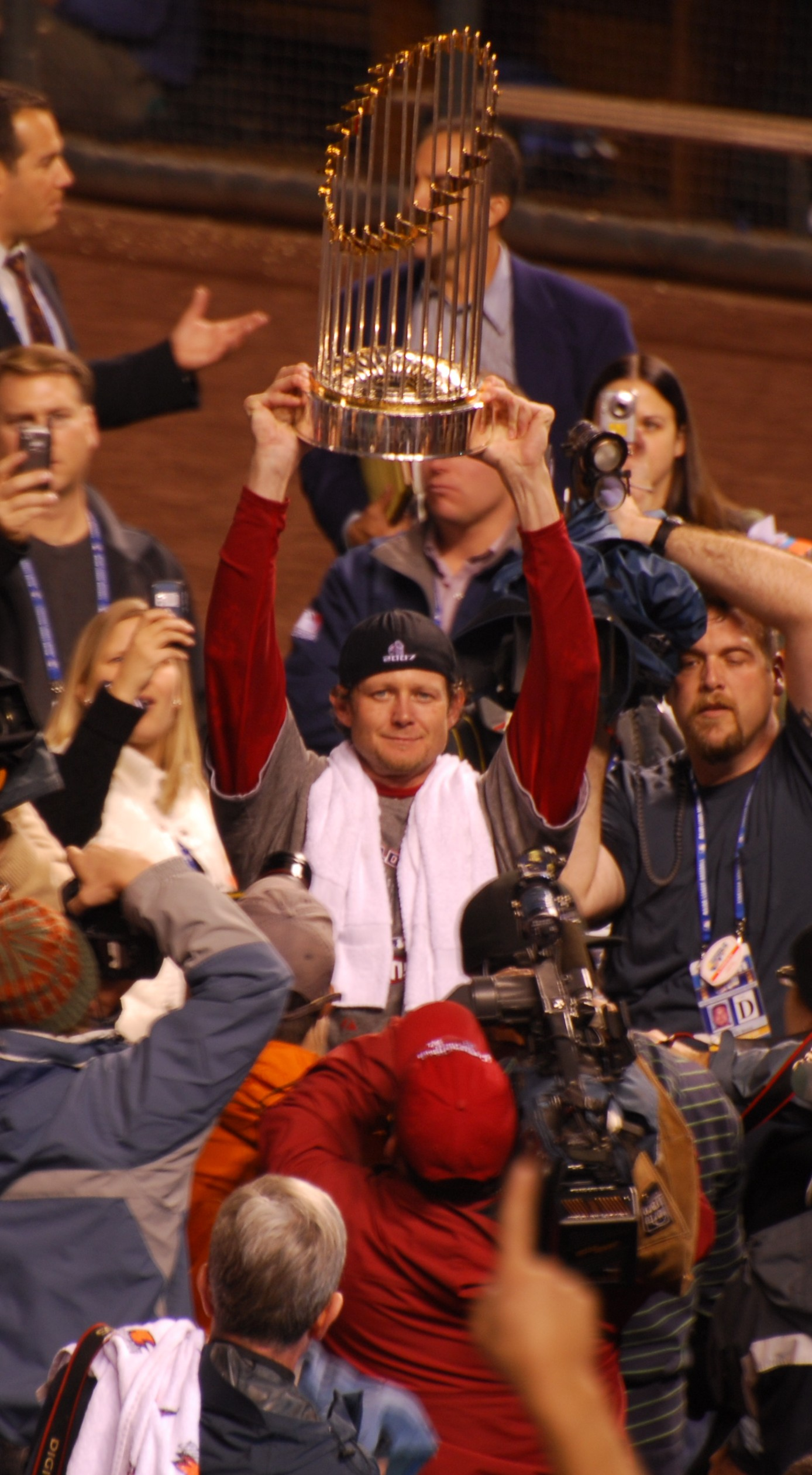

Kyle Snyder (9 de setembro de 1977) é um jogador profissional de beisebol estadunidense.

## Carreira
Kyle Snyder foi campeão da World Series 2007 jogando pelo Boston Red Sox. Na série de partidas decisiva, sua equipe venceu o Colorado Rockies por 4 jogos a 0.